# 1,1-Difluorethen
1,1-Difluorethen ist eine chemische Verbindung aus der Gruppe der aliphatischen ungesättigten Fluorkohlenwasserstoffe.

## Gewinnung und Darstellung
Es gibt verschiedene Herstellungsverfahren für 1,1-Difluorethen, so zum Beispiel Dechlorination von 1,2-Dichlor-1,1-difluorethan oder Dehydrofluorination von 1,1,1-Trifluorethan. Die weltweite Produktionsmenge lag 1999 bei etwa 33.000 Tonnen.

## Eigenschaften
1,1-Difluorethen ist hochentzündliches, farbloses Gas mit schwach etherischem Geruch. Es ist leicht polymerisierbar und kommt in Druckgasflaschen in verflüssigter Form in den Handel. Bei höherer Temperatur ist es chemisch instabil. Die kritische Temperatur liegt bei 30,1 °C, der kritische Druck bei 44,33 bar, die kritische Dichte bei 6,51 mol·l−1 und die Tripelpunkttemperatur bei −144 °C (Schmelztemperatur).

## Verwendung
1,1-Difluorethen wird zur Herstellung von Polyvinylidenfluorid und Copolymeren mit Chlortrifluorethylen und Hexafluorpropylen verwendet.

## Sicherheitshinweise
1,1-Difluorethen bildet mit Luft ein explosionsfähiges Gemisch. Der Explosionsbereich liegt zwischen 4,7 Vol.‑% (125 g/m3) als untere Explosionsgrenze (UEG) und 25,1 Vol.‑% (664 g/m3) als obere Explosionsgrenze (OEG). Die Zündtemperatur beträgt 390 °C. Der Stoff fällt somit in die Temperaturklasse T2. Bei thermischer Zersetzung bildet sich Fluorwasserstoff.